# Edvige
Edvige  è un nome proprio di persona italiano femminile.

## Varianti
- Femminili: Edwige[4], Eduvige[4]
  - Ipocoristici: Edda[2]
- Maschili: Edvigio[5]

### Varianti in altre lingue
- Asturiano: Eduvixes[6]
- Basco: Edubige[6]
- Bulgaro: Ядвига (Jadviga)
- Catalano: Eduvigis[6]
- Ceco: Hedvika[2]
- Danese: Hedvig[2][7]
- Esperanto: Hedvigo
- Francese: Edwige[2]
- Galiziano: Eduvixes[6]
- Germanico: Hathuwic[8], Hatuwig[8], Haduwich[8], Haduwig[9], Hadewig[2][8], Hathwiga[8], Hedewih[8]
- Inglese: Hedwig[7]
- Latino: Hedwigis[1]
- Lettone: Jadviga
- Lituano: Jadvyga[2]
- Norvegese: Hedvig[2]
  - Ipocoristici: Hedda[2][7]
- Olandese: Hadewych[2][7]
  - Ipocoristici: Hedy[2]
- Polacco: Jadwiga[2][7]
  - Ipocoristici: Jadzia[2][7], Iga[2]
- Portoghese: Edviges, Edwiges
- Russo: Ядвига (Jadviga)
- Slovacco: Hedviga[2]
- Sloveno: Hedvika[2]
- Spagnolo: Eduvigis[6], Eduviges
- Svedese: Hedvig[2][7]
  - Ipocoristici: Hedda[2][7]
- Tedesco: Hedwig[2]
  - Ipocoristici: Hedy[2]
- Ucraino: Ядвіґа (Jadviġa)
- Ungherese: Hedvig

## Origine e diffusione
È la forma italiana dal tedesco Hedwig, a sua volta una continuazione dell'antico nome germanico Hadewig o Haduwig; è composto da due elementi; il primo è hathu (o hadu, "battaglia", anche se alcuni citano ed, "proprietà"), mentre il secondo viene identificato ora con wig ("guerra", presente anche in Heilwig, Wiebe e Luigi), ora con wiha ("sacra"); secondo alcune delle fonti che riportano wiha, la connessione a wig sarebbe frutto di una sostituzione successiva.
In Italia, dove risulta diffuso soprattutto al Nord, si è affermato grazie alla fama di alcuni personaggi storici (fra cui due sante) e alla popolarità della protagonista del dramma di Ibsen L'anitra selvatica.
L'ipocoristico Hedy è condiviso anche da altre nomi che cominciano con l'elemento hadu.

## Onomastico
L'onomastico si può festeggiare il 16 ottobre in memoria di santa Edvige di Andechs, monaca cistercense, duchessa di Slesia e di Polonia, oppure il 17 luglio (o il 28 febbraio) in ricordo di santa Edvige di Polonia, regina di Polonia e granduchessa di Lituania. Si ricorda anche una beata, Maria Imelda del Gesù Eucaristico, al secolo Jadwiga Karolina Żak, una delle Martiri di Nowogródek, il 1º agosto.

## Persone

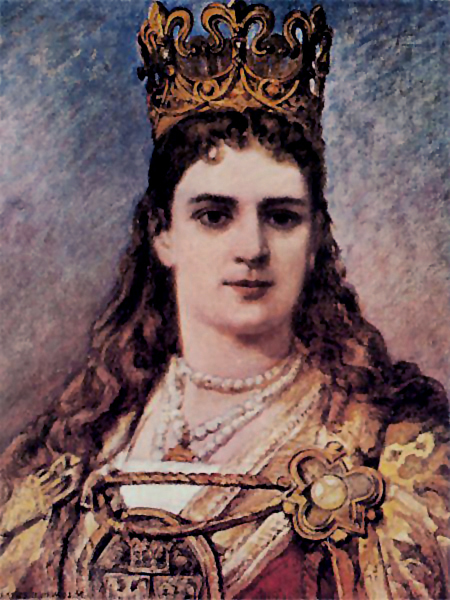
Edvige di Polonia

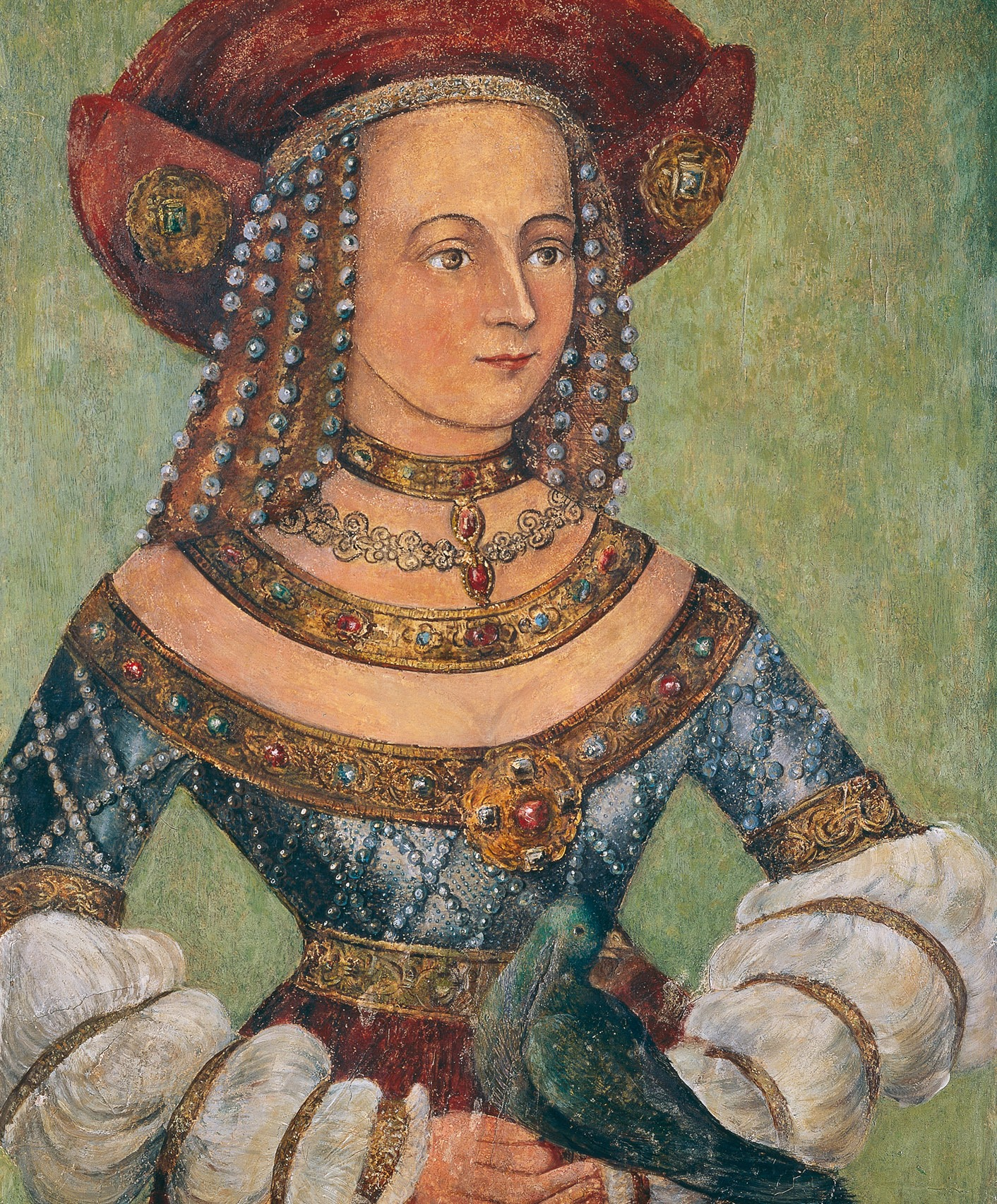
Edvige Jagellone

Edwige Fenech

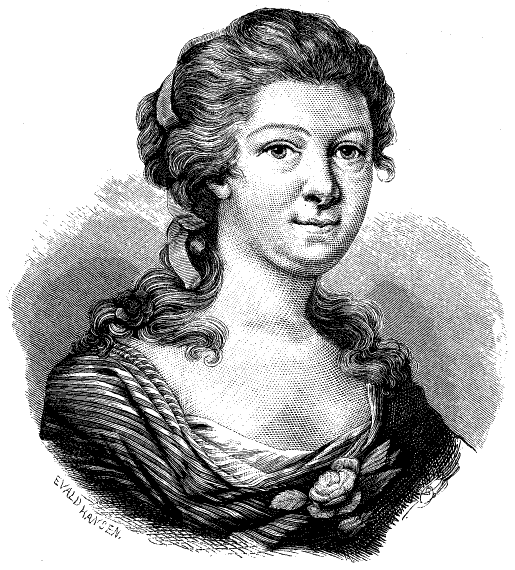
Hedvig Charlotta Nordenflycht

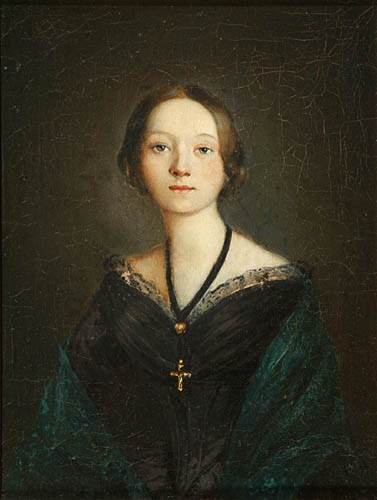
Jadwiga Łuszczewska

- Edvige di Andechs, nobile, religiosa e santa tedesca
- Edvige Maria d'Asburgo-Lorena, arciduchessa di Austria e principessa di Toscana
- Edvige di Brandeburgo, duchessa di Brunswick-Wolfenbüttel
- Edvige Sofia di Brandeburgo, principessa prussiana
- Edvige di Dabo, contessa francese
- Edvige di Danimarca, principessa danese
- Edvige di Holstein-Gottorp, nobile del Ducato di Holstein-Gottorp e principessa palatina di Sulzbach
- Edvige Eleonora di Holstein-Gottorp, regina di Svezia
- Edvige del Palatinato-Sulzbach, arciduchessa d'Austria-Tirolo e duchessa consorte di Sassonia-Lauenburg
- Edvige del Palatinato-Neuburg, figlia di Filippo Guglielmo del Palatinato
- Edvige di Polonia, regina e santa polacca
- Edvige di Sassonia, duchessa dei Franchi e duchessa di Borgogna
- Edvige di Schleswig-Holstein, contessa danese
- Edvige Sofia di Svezia, nobildonna svedese
- Edvige di Württemberg, contessa d'Assia-Marburg
- Edvige Federica di Württemberg-Veltingen, principessa tedesca
- Edvige Iagellona, figlia di Sigismondo I Jagellone
- Edvige Jagellone, nobildonna polacca
- Edvige Mussolini, sorella di Benito Mussolini

### Variante Edwige
- Edwige Fenech, attrice e produttrice cinematografica francese naturalizzata italiana
- Edwige Feuillère, attrice francese
- Edwige Gwend, judoka italiana
- Edwige Lawson-Wade, cestista francese
- Edwig Van Hooydonck, ciclista su strada belga

### Variante Hedvig
- Hedvig Elizabeth von Biron, nobildonna russa
- Hedvig Catharina De la Gardie, nobildonna svedese
- Hedvig Ulrika De la Gardie, nobildonna svedese
- Hedvig Charlotta Nordenflycht, poetessa svedese

### Variante Hedwig
- Hedwig d'Asburgo, figlia di Rodolfo I d'Asburgo
- Hedwig Conrad-Martius, filosofa tedesca
- Hedwig Dohm, scrittrice e femminista tedesca
- Hedwig Funkenhauser, schermitrice tedesca
- Hedwig Haß, schermitrice tedesca
- Hedwig von Trapp, cantante austriaca naturalizzata statunitense

### Variante Jadwiga
- Jadwiga Benda, vero nome di Helena Modjeska, attrice polacca
- Jadwiga Jędrzejowska, tennista polacca
- Jadwiga Łuszczewska,  poetessa e scrittrice polacca
- Jadwiga Wajs, atleta polacca

### Altre varianti
- Hedy Burress, attrice statunitense
- Edwidge Danticat, scrittrice haitiana naturalizzata statunitense
- Hedy Lamarr, attrice e inventrice austriaca naturalizzata statunitense
- Hedwiga Rosenbaumová, tennista boema

## Il nome nelle arti
- Hedvig è la protagonista del dramma di Henrik Ibsen L'anitra selvatica.
- Edvige è un personaggio della serie di romanzi e film Harry Potter, creata da J. K. Rowling; è la civetta delle nevi del protagonista.
- Edwige è la moglie di Guglielmo Tell nell'omonimo melodramma di Gioachino Rossini.
- Jadzia Dax è un personaggio della serie televisiva Star Trek: Deep Space Nine.
- Hedwig Robinson è un personaggio del film del 2011 Hedwig - La diva con qualcosa in più, diretto da John Cameron Mitchell.